# Romuald Giegiel
Romuald Giegiel (Varsavia, 8 maggio 1957) è un ex ostacolista polacco.

## Palmarès

### Europei indoor
- 2 medaglie:
  - 1 oro (Göteborg 1984 nei 60 m ostacoli)
  - 1 argento (Sindelfingen 1980 nei 60 m ostacoli)